# براتيما كاظمي
براتيما كاظمي (المعروفة أيضًا باسم براتيما كانان؛ من مواليد 21 يوليو 1948) هي ممثلة تلفزيونية هندية عملت في العديد من أفلام بوليوود والمسلسلات الدرامية التلفزيونية الهندية. بدأت حياتها المهنية عام 1997 بفيلم إنجليزي بعنوان السعادة السادسة .